# Kleiner Guckas
Der Kleine Guckas ist ein 751 Meter hoher Berg in der Rhön. Er gehört zum Höhenzug der Kreuzberg-Gruppe und liegt auf dem Gebiet von Bischofsheim in der Rhön im bayerischen Landkreis Rhön-Grabfeld.

## Geographie
Der Berg liegt auf der Gemarkung von Haselbach in der Rhön, südöstlich von Wildflecken. Am Guckaspass, über den die Staatsstraße 2267 führt, ist er im Südwesten mit dem Kellerstein (820 m) verbunden. Dort verläuft die Grenze zum Landkreis Bad Kissingen. Im Osten geht der Kleine Guckas zum Großen Guckas über, der ein Spornberg des Kreuzberges (928 m) ist,.
Nördlich fallen die Hänge des Kleinen Guckas steil zum Tal der jungen Sinn ab; südlich beginnt das Tal der Großen Steinach (Kellersbach), einem Quellbach der Premich. Im Norden des Berges liegt die Siedlung Oberwildflecken. Über den Kleinen Guckas führt der Fränkische Marienweg. Große Teile der Berghänge gehören zur Kernzone im bayerischen Teil des Biosphärenreservats Rhön (NSG-00751.01).

## Wintersport

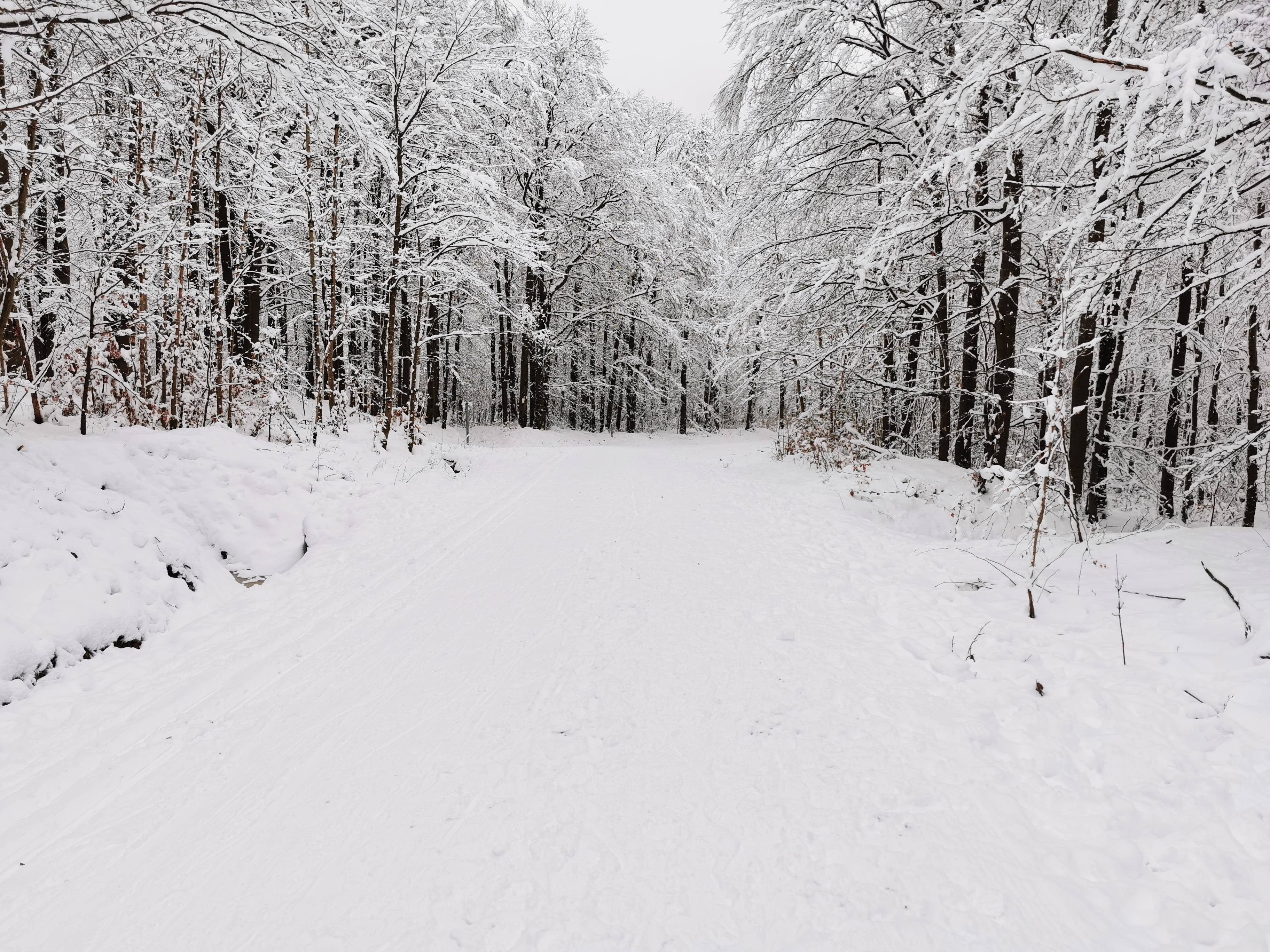
Kreuzbergloipe (auf der linken Wegseite)

Am Guckaspass beginnt die 8,5 km lange Kreuzbergloipe, die über den kleinen Guckas zum Kreuzberg führt und dabei 235 Höhenmeter überwindet. Die Strecke ist schwarz beschildert, was auf einen schweren Schwierigkeitsgrad hinweist.